# Francisco Sá (futebolista)
Francisco Pedro Manuel Sá (25 de outubro de 1945), mais conhecido como Francisco Sá ou Pancho Sá, é um ex-futebolista argentino. É o futebolista que mais vezes ganhou a Copa Libertadores da América, com 6 conquistas entre 1972 e 1978, sendo 4 pelo Independiente e 2 pelo Boca Juniors.
Depois que se aposentou, teve uma curta carreira na música. Ainda como jogador ele já mostrava esse outro talento, sendo comum fotos famosas das concentrações, tanto do Independiente quanto do Boca Juniors, onde ele é visto com seu violão. Ele também era muito hábil no Bandoneón. Quase todo o seu repertório sempre foi folclórico, e ele até gravou dois álbuns: um para a empresa EMI-Odeón, no qual ele executa uma música do famoso jornalista e poeta Osvaldo Ardizzone, e outra para a empresa Polygram-Philips, creditada como "Pancho Sá con La Barra de Quique", produzida pelo compositor Rodolfo Garavagno, onde gravou "Somos Campeones Otra Vez", referindo-se ao campeonato conquistado pelo Boca Juniors em 1976, obtendo um impressionante sucesso de vendas.

## Carreira

### Clubes
Sá deu seus primeiros passos no futebol no modesto Central Goya, em 1964. Em 1968, iniciou a carreira profissional no Huracán Corrientes e, no ano seguinte, foi para o River Plate. Em 1971, foi para o Independiente, onde conquistaria o Campeonato Argentino de 1971 (Metropolitano) e obteria os seus maiores títulos tais como a Copa Libertadores da América em 1972, 1973, 1974 e 1975; a Copa Interamericana em 1973 e 1974 e a Copa Intercontinental em 1973. Em 1976, vai para o Boca Juniors onde vence o Campeonato Argentino em 1976 (Metropolitano e Nacional) e 1981 (Metropolitano). Pelo Boca, volta a ganhar a Libertadores em 1977 e 1978 e a Copa Intercontinental em 1977. Encerrou a carreira de jogador no  Gimnasia y Esgrima de Jujuy, em 1982. Até hoje, é o jogador que mais ganhou títulos da Libertadores. São um total de 6 taças.

### Seleção Argentina
Pela Seleção Argentina, disputou 12 partidas entre 1974 e 1976, sem marcar gols. Competiu na Copa do Mundo FIFA de 1974.

## Títulos

### Internacionais
Independiente
- Copa Intercontinental: 1973
- Copa Libertadores da América: 1972, 1973, 1974, 1975
- Copa Interamericana: 1973, 1974

 Boca Juniors
- Copa Intercontinental: 1977
- Copa Libertadores da América: 1977, 1978

### Nacionais
Independiente
- Campeonato Argentino: 1971 (Metropolitano)

 Boca Juniors
- Campeonato Argentino: 1976, 1981 (Metropolitano)
- Campeonato Argentino: 1976 (Nacional)